# Alchemilla palmatifida
Alchemilla palmatifida é uma espécie de rosácea do gênero Alchemilla, pertencente à família Rosaceae.